# Idioma massep
El massep (también masep, potafa, wotaf) es una lengua papú poco documentada habladas por unas 50 personas en una única aldea. A pesar de lo reducido de la población, la lengua tiene un uso vigoroso. Donohue et al. (2002) concluye que definitivamente no es una lengua kwerba, tal como pensaba Wurm (1975), y no es capaz de vislumbrar parentesco con ninguna otra lengua. Ethnologue (2009) la considera como una lengua aislada, mientras que M. Ross (2005) ni siquiera . Los pronombres no son muy diferentes de los de las lenguas trans-neoguineanas, aun cuando el massep es geográficamente lejano de esa familia.